# Abric Pizarro
Der Abric Pizarro ist eine archäologische Fundstätte unweit der Ortschaft Tartareu der Gemeinde Les Avellanes i Santa Linya in der Provinz Lleida der spanischen Region Katalonien. Der Abri, gelegen in den äußersten Ausläufern der südöstlichen Pyrenäen, wurde erstmals im Jahr 2015 wissenschaftlich beschrieben, nachdem 2009 bei einer Probegrabung zahlreiche Steinwerkzeuge geborgen worden waren, die dem Neandertaler zugeschrieben werden. 2024 betrug die Anzahl der ausgegrabenen Artefakte mehr als 14.000 Einzelfunde, zumeist Abschlag-Splitter.

## Entdeckung und Ausgrabungen
Der Abric Pizarro liegt auf 697 Metern Höhe über dem Meeresspiegel in einer Felswand am Hang eines Tales (Barranc de les Coves), rund 20 Meter über dem heutigen Talboden. Der Überhang ist rund 35 Meter breit, 4,3 Meter hoch und reicht bis zu 6,4 Metern in die Tiefe; die Sedimentschicht ist rund 1,50 Meter mächtig. Da in der Region diverse archäologische Fundstätten in Höhlen entdeckt worden waren, wurde 2009 auf einer 1 × 4 Meter großen Fläche eine erfolgreiche Probegrabung durchgeführt, in deren Verlauf Steingeräte und fossile Tierknochen zutage gebracht wurden. 2010 bis 2013 und 2016 bis 2017 folgten größere Ausgrabungen. Mit Hilfe der Uran-Thorium-Datierung sowie der optisch stimuliertem Lumineszenz wurden die Funde der Sauerstoff-Isotopenstufe MIS 4 zugeschrieben, das heißt der Epoche zwischen 71.000 und 57.000 Jahren vor heute. Hierbei handelt es sich um die Spätzeit der Neandertaler, rund 10.000 Jahre bevor Europa vom anatomisch modernen Menschen (Homo sapiens) besiedelt wurde.
Beleg für die Nutzung des Abris durch Neandertaler sind nicht nur die zahlreichen Steinartefakte, deren Zusammensetzung darauf hindeutet, dass hier Steinwerkzeuge hergestellt wurden, sondern auch Reste von Holzkohle, die als Nutzung des Feuers interpretiert werden können. Die Holzkohle stammte von einer dieser drei Kiefern, die allein anhand der Beschaffenheit ihres Holzes nicht zu unterscheiden sind: Hakenkiefer, Waldkiefer oder Pyrenäen-Kiefer. Mit Hilfe von Pollenanalysen wurde ferner nachgewiesen, dass im Nahbereich der Höhle damals vor allem immergrüne Steineichen vorkamen, aber auch Ölbäume, Steinlinden, Wacholder und Pistazien sowie – wesentlich seltener – Birken, Kastanien, Eschen, Haseln und Walnüsse, das heißt, eine für den Mittelmeerraum typische Waldgesellschaft. Unter den kleinwüchsigeren Pflanzen dominierten die Süßgräser und die Fuchsschwanzgewächse.
Die 2024 publizierte Studie berichtet von mehr als 280.000 Knochenfunden, von denen allerdings 94 Prozent kleiner als zwei Zentimeter sind und keiner Tierart zugeordnet werden konnten. Immerhin wurden mehr als 10.000 Knochen bestimmten Arten oder zumindest bestimmten Familien zugeordnet, was Rückschlüsse auf das Jagdgeschehen möglich macht. Einige Knochen weisen Schnittspuren und Spuren von Verbrennungen auf, jedoch wurden in der Höhle keine Hinweise auf Herde gefunden.
Die Cova Gran de Santa Linya ist ebenfalls eine archäologische Fundstätte in Les Avellanes i Santa Linya, oberhalb der Ebro-Niederung.

## Belege
1. 1 2   Susana Vega Bolivar et al.: Abric pizarro (Àger, Lleida): Un nou jaciment del paleolític mitjà al Prepirineu Oriental. In: Primeres Jornades d'Arqueologia i Paleontologia de Ponent. 2015, S. 32–39, Volltext (PDF)
2. 1 2   Sofia C. Samper Carro et al.: Living on the edge: Abric Pizarro, a MIS 4 Neanderthal site in the lowermost foothills of the southeastern Pre-Pyrenees (Lleida, Iberian Peninsula). In: Journal of Archaeological Science. Band 169, 2024, 106038, doi:10.1016/j.jas.2024.106038.
3. ↑  Eboni Louise Westbury et al.: Neanderthal resilience and adaptability: insights from the Abric Pizarro faunal assemblage during the MIS 4. In: Frontiers in Environmental Archaeology. Band 3, 2024, doi:10.3389/fearc.2024.1405535.

Koordinaten: 41° 57′ 4,3″ N, 0° 43′ 3″ O